# 연기 (불교)
연기(緣起)는 인연생기(因緣生起) 즉 인(因: 직접적 원인)과 연(緣: 간접적 원인)에 의지하여 생겨남 또는 인연(因緣: 통칭하여, 원인)따라 생겨남의 준말로, '연(緣: 인과 연의 통칭으로서의 원인)해서 생겨나 있다' 혹은 '타와의 관계에서 생겨나 있다'는 현상계(現象界)의 존재 형태와 그 법칙을 말하는 것으로서 이 세상에 있어서의 존재는 반드시 그것이 생겨날 원인[因]과 조건[緣]하에서 연기의 법칙에 따라서 생겨난다는 것을 말한다. 연기의 법칙, 즉 연기법(緣起法)을 원인과 결과의 법칙 또는 줄여서 인과법칙(因果法則) 혹은 인과법(因果法) 또는 인연법(因緣法)이라고도 한다. 엄밀히 말하면, 고대 인도에서는 인과법에 대해 여러 이론들이 있었으므로, 연기법은 고타마 붓다가 설한 인과법, 또는 불교에서 주장하는 인과법이라 할 수 있다. 그런데 고타마 붓다는 《잡아함경》 제12권 제299경 〈연기법경(緣起法經)〉에서 연기법은 자신이나 다른 깨달은 이가 만들어낸 것이 아니며 여래가 세상에 출현하고 출현하지 않음에 관계없이 우주(법계)에 본래부터 존재하는 보편 법칙, 즉 우주적인 법칙이며, 자신은 단지 이 우주적인 법칙을 완전히 깨달은[等正覺] 후에 그것을 세상 사람들을 위해 12연기설의 형태로 세상에 드러낸 것일 뿐이라고 말하고 있다.
연기관계(緣起關係)에는 유전연기(流轉緣起)과 환멸연기(還滅緣起)의 두 가지가 있다. 연기관계를 인과관계(因果關係)라고도 하는데, 예를 들어, 불교의 근본 교의인 4성제에서 고(苦) · 집(集)의 2제(二諦)의 관계는 괴로움이라는 결과와 괴로움을 생겨나게 하는 원인으로서의 갈애 또는 망집의 관계로서, 미혹되게 하고 괴로움을 겪게 만드는 인과관계 즉 유전연기(流轉緣起)이며, 이에 대해 멸(滅) · 도(道)의 2제(二諦)의 관계는 모든 괴로움이 소멸된 이상의 경지인 열반의 증득이라는 결과와 열반을 증득하게 하는 원인으로서의 불교의 수행의 관계로서, 미혹을 벗어나게 하고 괴로움을 벗어나게 하는 인과관계 즉 환멸연기(還滅緣起)이다.
연기에 대한 불교 교의를 연기설(緣起說)이라고 한다. 고타마 붓다가 12인연(十二因緣) 또는 12연기(十二緣起)의 연기설을 가르친 이래 불교 역사에는 여러 가지의 연기설이 출현하였다. 부파불교의 업감연기(業感緣起), 중관파의 공 사상(空思想), 유식유가행파의 아뢰야연기(阿賴耶緣起), 《대승기신론》의 진여연기(眞如緣起) 또는 여래장연기(如來藏緣起), 화엄종의 법계연기(法界緣起), 진언종의 6대연기(六大緣起) 등이 있다.

## 용어
연기(緣起)라는 단어는 산스크리트어 프라티트야 삼무파다(प्रतीत्यसमुत्पाद pratītyasamutpāda)를 뜻에 따라 번역한 것으로 인연생기(因緣生起: 인과 연에 의지하여 생겨남, 인연따라 생겨남)의 준말이다. 한역(漢譯) 경전에서는 발랄저제야삼모파다(鉢剌底帝夜參牟播陀)로 음차하여 표기한 경우도 있다.
프라티트야(산스크리트어: pratītya)의 사전적인 뜻은 '의존하다'이고 삼무파다(samutpāda)의 사전적인 뜻은 '생겨나다 · 발생하다'이다.
연기(緣起), 인연생기(因緣生起: 인과 연에 의지하여 생겨남, 인연따라 생겨남), 즉 '프라티트야 삼무파다'는 영어권에서는 dependent arising (의존하여 생겨남), conditioned genesis (조건지워진 생성), dependent co-arising (의존된 상호발생), 또는 interdependent arising (상호의존하여 생겨남) 등으로 번역되고 있다.

## 우주 법칙으로서의 연기법
《잡아함경》 제12권 제299경 〈연기법경(緣起法經)〉에서 고타마 붓다는 연기법(緣起法)은 자신이나 다른 깨달은 이[如來]가 만들어 낸 것이 아니며 법계(우주)에 본래부터 항상 존재하는[常住] 법칙[法]이라고 말하고 있다. 그리고 이들 여래(如來: 문자 그대로는 '진리[如]로부터 온[來] 자' 또는 '진리와 같아진[如] 후, 즉 진리와 하나가 된[如] 후, 즉 완전히 깨달은[如] 후 다른 사람들을 돕기 위해 세상으로 나온[來] 자')들은 이 우주 법칙을 완전히 깨달은 후에 다른 이들도 자신처럼 이 우주 법칙을 완전히 깨달을 수 있도록 돕기 위해 그것을 12연기설 등의 형태로, 즉 아직 완전한 깨달음에 이르지 못한 사람들도 이해할 수 있고 사용할 수 있는 형태로 세상에 드러낸 것일 뿐이라고 말하고 있다.
有異比丘來詣佛所。稽首禮足。退坐一面。白佛言。

世尊。謂緣起法為世尊作。為餘人作耶。　

佛告比丘。緣起法者。非我所作。亦非餘人作。然彼如來出世及未出世。法界常住。

彼如來自覺此法。成等正覺。為諸眾生分別演說。開發顯示。

所謂此有故彼有。此起故彼起。謂緣無明行。乃至純大苦聚集。無明滅故行滅。乃至純大苦聚滅。
— 《잡아함경》 제12권 제299경 〈연기법경(緣起法經)〉. 한문본

이 때 어떤 비구가 고타마 붓다가 있는 곳에 나아가 머리를 조아려 그 발에 예배하고 한쪽에 물러나 앉아서 고타마 붓다에게 물었다.

"세존이시여, 이른바 연기법(緣起法)은 당신께서 만든 것입니까? 아니면 다른 깨달은 이[餘人]가 만든 것입니까?"

고타마 붓다는 그 비구에게 답하였다.

"연기법은 내가 만든 것[所作]도 아니요, 또한 다른 깨달은 이[餘人]가 만든 것[所作]도 아니다. 그러므로 연기법은 저들[彼] 여래들[如來]이 세상에 출현하거나 세상에 출현하지 않거나 항상 법계(法界)에 존재한다[常住].

저들[彼] 여래들[如來]은 이 [우주적인] 법칙[法]을 스스로 깨달아 완전한 깨달음[等正覺]을 이룬다. 그런 뒤에, 모든 중생들을 위해 [이 우주 법칙을 중생들도 이해하고 사용할 수 있는 여러 형태로] 분별해 연설하고[分別演說] [중생들에게] 드러내어 보인다[開發顯示].

말하자면, [나의 경우에는 12연기설의 형태로 이 우주 법칙을 분별해 연설하고 드러내어 보이는데, 나는] '이것이 있기 때문에 저것이 있고, 이것이 일어나기 때문에 저것이 일어난다'고 말하고, '무명을 인연하여 행이 있고 ……(내지)…… 완전 괴로움뿐인 큰 무더기[純大苦聚, 즉 5취온]가 발생하며, 무명이 소멸하기 때문에 행이 소멸하고 ……(내지)…… 완전 괴로움뿐인 큰 무더기[純大苦聚, 즉 5취온]가 소멸한다'고 말한다."
— 《잡아함경》 제12권 제299경 〈연기법경(緣起法經)〉. 한글본

고타마 붓다가 보리수 밑에서 얻은 깨달음의 내용은 연기의 이법(理法)이라고 말해지며, 따라서 연기는 불교의 근본진리이며 불교에 의한 세계관 · 인생관을 이룬다. 나아가, 연기는 고타마 붓다의 출세 · 불출세와 무관한 진리로서 불교에만 국한되는 진리가 아니라 영원히 변하지 않는 절대의 진리 · 보편 타당한 객관적 진리라고 하며, 법(法 · 다르마)이라는 낱말의 여러 가지 의미 중에는 이러한 우주 법칙 또는 우주적 진리로서의 의미도 들어있다.
그러므로 "연기(緣起)를 보는 자는 법을 본다. 법을 보는 자는 연기를 본다"라든가 "연기를 보는 자는 법을 본다. 법을 보는 자는 부처를 본다"라고 말한다. 즉 진리로서의 연기를 올바로 보게 된다면 불교를 이해한 것이 된다는 것이다.

## 연기와 삼법인·사법인
연기의 법칙은 삼법인(三法印)이나 사법인(四法印)의 교의와 관련이 있다. 제행무상(諸行無常)에 의하면 모든 현상은 끊임없이 생멸변화하고 있으며, 제법무아(諸法無我)에 의하면 존재하는 것은 타(他)와의 관계 없이 고립되어 있는 것이 하나도 없으며, 모든 것은 시간적으로나 공간적으로 상호 관련되어 있다. 일체개고로서 현실의 방황하는 인생도 고정된 것이 아니며 지혜에 의한 올바른 실천에 의해서 욕망을 없앰으로써 이상(理想)으로서의 열반적정(涅槃寂靜)의 경지가 실현될 수 있다.
이러한 무상이며 무아인 모든 현상이 변화하고 서로 관계를 맺고 있는 양상은 결코 무궤도적인 것이 아니라 거기에 관계 변화(關係變化)의 법칙이 있어서 그에 따라 생멸하며 변화하고 있다. 그 변화의 법칙이 연기의 법칙이다. 연기의 법칙은 전형적으로 "이것이 있으면 그것이 있고, 이것이 없으면 그것도 없는 것이다. 이것이 생김으로써 그것이 생기고, 이것이 멸함으로써 그것도 멸한다"라는 말로써 표현되고 있다.

## 연기와 공·중도
불교, 특히 대승불교의 공 사상(空思想)에서는, 공(空)을 관조하는 것이 곧 연기(緣起)의 법칙을 보는 것이며 또한 진실한 세계인 중도(中道)의 진리에 눈을 뜨는 것이라고 주장한다. 그리고 이러한 관점은 또한 대승불교 실천의 기초가 된다고 주장한다. 이에 대해서는 특히 대승경전 중 《반야경》(般若經)과 이에 입각하여 용수(龍樹)가 저술한 논서인 《중론》(中論)에서 명백하게 밝혀 두고 있다. 《중론》 제24장 〈관사제품〉(觀四諦品)에는 아래와 같은 유명한 인연소생법(因緣所生法: 법 · 존재 또는 현상은 인과 연에 의해 생겨난다)의 게송이 있다.

| 1 諸法有定性。則無因果等諸事。如偈說。 眾因緣生法 我說即是無 亦為是假名 亦是中道義 未曾有一法 不從因緣生 是故一切法 無不是空者 眾因緣生法。我說即是空。何以故。 眾緣具足和合而物生。是物屬眾因緣故無自性。 無自性故空。空亦復空。但為引導眾生故。 以假名說。離有無二邊故名為中道。 是法無性故不得言有。亦無空故不得言無。 若法有性相。則不待眾緣而有。 若不待眾緣則無法。是故無有不空法。 |  | 각각의 법이 고정된 성품(定性)을 지니고 있다면 곧 원인과 결과 등의 모든 일이 없어질 것이다. 때문에 나는 다음과 같은 게송으로 설명한다. 여러 인(因)과 연(緣)에 의해 생겨나는 것이 법(法: 존재)이다. 나는 이것을 공하다(無)고 말한다. 그리고 또한 가명(假名)이라고도 말하며, 중도(中道)의 이치라고도 말한다. 단 하나의 법(法: 존재)도 인과 연을 따라 생겨나지 않은 것이 없다. 그러므로 일체의 모든 법이 공하지 않은 것이 없다. 여러 인(因)과 연(緣)에 의해 생겨나는 것인 법(法: 존재)을 공하다(空)고 나는 말한다. 왜 이렇게 말하는가? 여러 인과 연이 다 갖추어져서 화합하면 비로소 사물이 생겨난다. 따라서 사물은 여러 인과 연에 귀속되는 것이므로 사물 자체에는 고정된 성품(自性 · 자성)이 없기 때문이다. 고정된 성품(自性 · 자성)이 없으므로 공(空)하다. 그런데 이 공함도 또한 다시 공한데, (이렇게 공함도 다시 공하다고 말할 수 있는 이유는, 사물이 공하다고 말한 것은) 단지 중생을 인도하기 위해서 가명(假名)으로 (공하다고) 말한 것이기 때문이다. (사물이 공하다고 말하는 방편과 공함도 공하다고 말하는 방편에 의해) "있음(有)"과 "없음(無)"의 양 극단(二邊)을 벗어나기에 중도(中道)라 이름한다. 법(法: 존재)은 고정된 성품(性 · 自性 · 자성)을 가지고 있지 않기 때문에 법(法: 존재)을 "있음(有)"이라고 말할 수 없다. 또한 법(法: 존재)은 공한 것도 아니기 때문에 법(法: 존재)을 "없음(無)"이라고 말할 수도 없다. 어떤 법(法: 존재)이 고정된 성품(性相 · 성상 · 自性 · 자성)을 가지고 있다고 한다면, 그 법은 여러 인과 연에 의존하지 않은 채 존재하는 것이 된다 (따라서 연기의 법칙에 어긋난다). 여러 인과 연에 의존하지 않는다면 (연기의 법칙에 어긋나므로 생겨날 수 없고, 따라서) 그 법(法: 존재)은 없는 것(존재할 수 없는 것)이다. (연기의 법칙에 의해 지금 존재하고 있는 것을 존재하고 있지 않다고 말하는 것은 자가당착이다. 이러한 모순이 일어나지 않으려면 다음을 대전제로 인정할 수 밖에 없다.) 그러므로 공하지 않은 법(즉, 연기하지 않는 존재 또는 고정된 성품을 가진 존재)이란 존재할 수 없다. |
— 《중론》(中論) 4권 24장 〈관사제품〉(觀四諦品), 대정신수대장경

## 화엄경
다음은 화엄경(華嚴經)에서 언급하는 연기(緣起)와 공(空)에대한 설명중 하나이다.
知一切法不二非不二。知一切法無我。知一切法無相。知一切法不生。知一切法不滅。知一切法無所從來去無所至。
일체의 법칙이 불이가 아니고 또 불이도 아니라는 것을 압니다. 일체의 모든 원리가 무아(無我)입니다. 일체의 모든 원리가 무상(無相)입니다. 모든 원리가 생겨나지 않음을 압니다. 일체법이 사라지지 않음을 압니다. 어느곳에 있는 모든 법이 가거나 오지 않았다는것을 압니다.

## 같이 보기
- 법
- 십이연기
- 법이도리
- 대승기신론
- 연기법송

## 참고 문헌
- 이 문서에는 다음커뮤니케이션(현 카카오)에서 GFDL 또는 CC-SA 라이선스로 배포한 글로벌 세계대백과사전의 "연기" 항목을 기초로 작성된 글이 포함되어 있습니다.
- 곽철환 (2003). 《시공 불교사전》. 시공사 / 네이버 지식백과.
- 구나발타라(求那跋陀羅) 한역 (K.650, T.99). 《잡아함경》. 한글대장경 검색시스템 - 전자불전연구소 / 동국역경원. K.650(18-707), T.99(2-1). [깨진 링크(과거 내용 찾기)]
- 권오민 (2003). 《아비달마불교》. 민족사.
- 용수 지음, 구마라습 한역, 박인성 번역 (K.577, T.1564). 《중론》. 한글대장경 검색시스템 - 전자불전연구소 / 동국역경원. K.577(16-350), T.1564(30-1). [깨진 링크(과거 내용 찾기)]
- 운허.  동국역경원 편집, 편집. 《불교 사전》. 2016년 3월 6일에 원본 문서에서 보존된 문서. 2012년 12월 27일에 확인함.
- (중국어) 구나발타라(求那跋陀羅) 한역 (T.99). 《잡아함경(雜阿含經)》. 대정신수대장경. T2, No. 99, CBETA. 2014년 3월 19일에 원본 문서에서 보존된 문서. 2012년 12월 27일에 확인함.
- (중국어) 星雲. 《佛光大辭典(불광대사전)》 3판. 2011년 3월 19일에 원본 문서에서 보존된 문서. 2012년 12월 27일에 확인함.
- (중국어) 용수 조, 구마라습 한역 (T.1564). 《중론(中論)》. 대정신수대장경. T30, No. 1564, CBETA. [깨진 링크(과거 내용 찾기)]